# Sally O'Neil
Sally O'Neill (23 de octubre de 1908 – 18 de junio de 1968) fue una actriz cinematográfica estadounidense de las décadas de 1920 y 1930.

## Vida y trayectoria profesional
Su verdadero nombre era Virginia Louise Concepta Noonan, y nació en Bayonne, Nueva Jersey. Trabajó junto a Constance Bennett y Joan Crawford en la película de MGM Sally, Irene and Mary (1925), dirigida por Edmund Goulding, la cual le dio fama instantánea. 
También junto a Joan Crawford fue elegida una de las WAMPAS Baby Stars de 1926. Su fama empezó a declinar con la llegada del cine sonoro y el miedo escénico no le ayudó en su carrera teatral. A finales de los años treinta su carrera cinematográfica estaba acabada, aunque continuó en el teatro e hizo giras hasta los años cincuenta.
Falleció en Galesburg, Illinois, a causa de una neumonía.

## Filmografía seleccionada
- Sally, Irene and Mary (1925)
- Battling Butler (El boxeador, 1926)
- Slide, Kelly, Slide (1927)
- The Show of Shows (1929)
- Girl on the Barge (1929)
- On with the Show (1929)
- Hold Everything (1930)
- La huerfanita (1931)
- Convention Girl (1935)